# Havarie

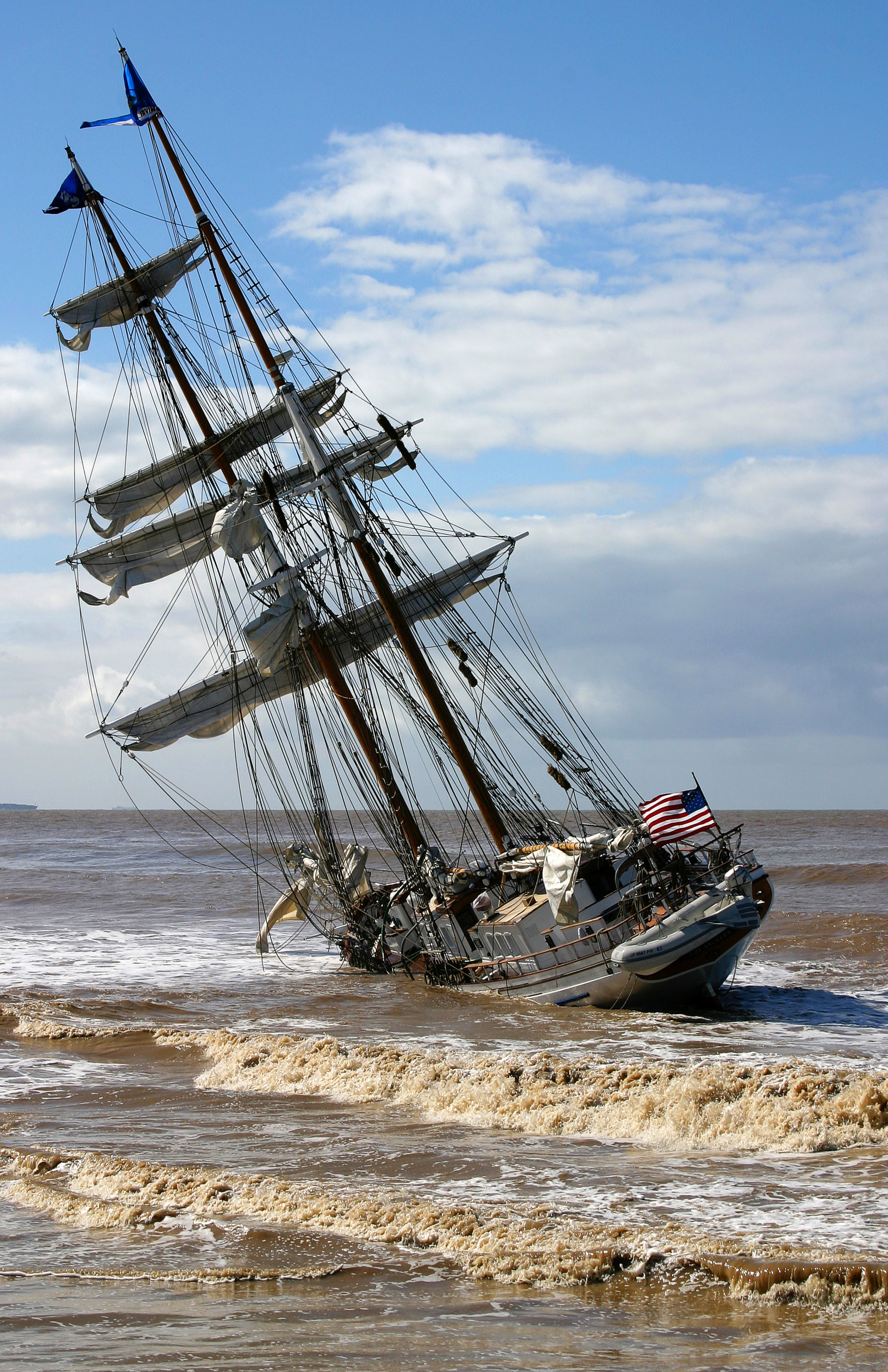
Havarie der Irving Johnson im März 2005

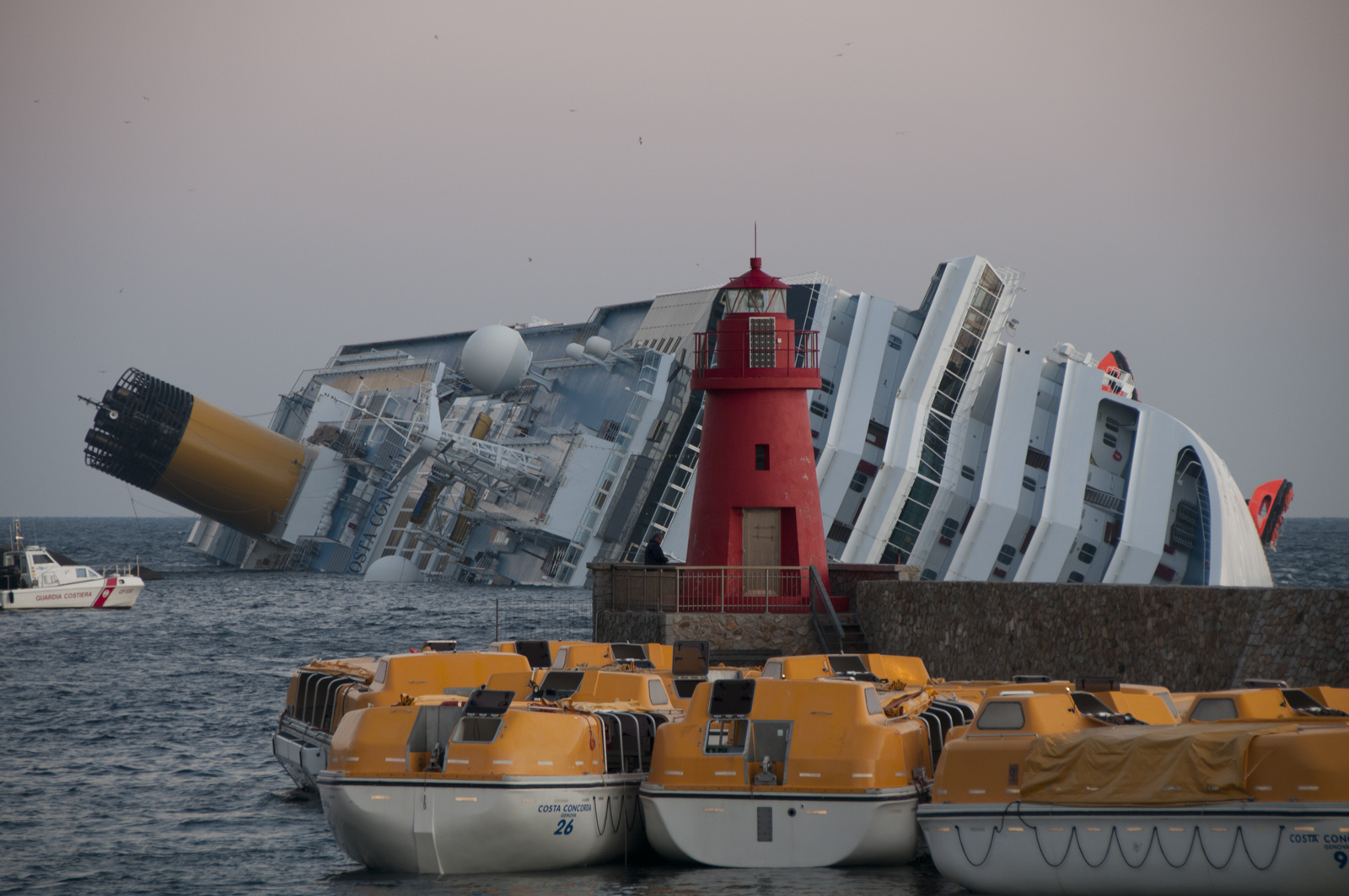
Havarie der Costa Concordia am 13. Januar 2012

Eine Havarie (von arabisch عوار, DMG ʿawār ‚Fehler, Schaden‘) ist in der Schifffahrt ein Schaden, den ein Wasserfahrzeug oder dessen Ladung während der Reise erleidet. Diese ursprüngliche Bedeutung hat sich allgemein auf jeden beträchtlichen Schaden ausgedehnt, der zu einer Betriebsstörung führt.

## Etymologie
Aus dem arabischen Wort „ʿawār“ leitete sich die „beschädigte Ware“ (arabisch عَوَارِيَّة, DMG ʿawārīyya ‚durch Meerwasser beschädigte Ware‘) ab, was durch den Seehandel um 1300 nach Italien gelangte. Dort galt die Havarie (italienisch avaria) als Schiffsunfall. Wohl von Genua aus verbreitete sich das Wort in Europa. Es wurde in viele Sprachen aufgenommen: niederländisch averij, haverij, mittelniederländisch haverije, averije, schwedisch haveri, portugiesisch avaria, französisch avarie. Im Deutschen entlehnte man es aus dem Neuniederländischen als Havarie oder – nach der niederländischen Aussprache und heute ungebräuchlich – Haferei. Die vermögensrechtliche Abwicklung einer Havarie ist die Haverei.

## Geschichte

### Antike
Herodot zufolge soll im Jahre 492 vor Christus während des ersten Perserzuges unter Mardonios die begleitende Flotte bei der Umrundung der Halbinsel Athos durch einen Sturm fast 300 Schiffe verloren haben. Als größter Schiffbruch der Geschichte gilt die sturmbedingte Zerstörung von fast 300 Schiffen der römischen Kriegsflotte 255 v. Chr. nach der Seeschlacht bei Kap Bon, die sich auf der Rückfahrt von Afrika vor Sizilien befanden. Angeblich gingen etwa 100.000 Mann unter. Tacitus berichtete, dass 16 nach Christus auf dem Rückweg von der Rheinmündung zur Ems der Großteil der 1000 Schiffe in eine Sturmflut geriet, und bezeichnete die Flotte als verloren.

### Mittelalter
Durch einen Taifun wurden im Jahre 1274 über 10.000 Soldaten – und damit ein Drittel der ersten mongolisch-koreanischen Streitmacht Kublai Khans – vor den Inseln Kyūshū und Tsushima getötet. Am 25. Dezember 1492 lief die Santa Maria bei Hispaniola auf eine Sandbank und war nicht mehr zu retten. Im November 1511 lief das Flaggschiff des portugiesischen Seebefehlshabers Afonso de Albuquerque, die Flor de la mar, gefüllt mit Kostbarkeiten auf der Rückreise von Malakka nach Goa in der Straße von Malakka auf ein Riff und sank. Das englische Kriegsschiff Mary Rose sank im Juli 1545 ohne Kriegseinwirkung, als der Schwerpunkt des Schiffes nach zahlreichen Umbauten so ungünstig verändert worden war, dass es nach einem Wendemanöver Schlagseite bekam und durch die Stückpforten Wasser einströmte. Rund 40 von insgesamt etwa 130 Schiffen der spanischen Armada gingen im Juni 1588 durch eine Serie von Schiffbrüchen vor allem entlang der Küsten von Schottland und Irland verloren, nachdem der Versuch einer Invasion Englands aufgegeben worden war.
Die Batavia der Niederländischen Ostindien-Kompanie strandete im Juni 1629 infolge eines Navigationsfehlers an einem Riff nahe der australischen Westküste. Ein unter dem Kommando von Admiral Sir Francis Wheler stehender englisch-niederländischer Flottenverband mit insgesamt etwa 85 Kriegs- und Handelsschiffen geriet im März 1694 vor Gibraltar in einen schweren Sturm, es gingen 13 Schiffe verloren. Der Untergang der Silberflotte im Juli 1715 mit etwa 7 Millionen Acht-Real-Silbermünzen, Gold und Silber in Barren sowie Edelsteinen und anderen wertvollen Handelsgütern aus Ostasien und Amerika war auf einen Hurrikan an der Küste Floridas bei Fort Pierce zurückzuführen, der das Schiff durch die Brandung zerschlug.

### Neuzeit
Am 15. Juni 1904 geriet auf dem New Yorker East River die General Slocum in Brand und sank. Mit 1.021 Personen hatte sie die bislang meisten Toten der zivilen Schifffahrt zu beklagen. Das wurde durch die wohl berühmteste Havarie der Schifffahrt am 14. April 1912 übertroffen, als im Nordatlantik die Titanic mit einem Eisberg kollidierte und sank. Von den 2.207 an Bord befindlichen Personen konnten sich nur 711 retten. Am 29. Mai 1914 sank die Empress of Ireland nach einer Schiffskollision im Sankt-Lorenz-Strom, wobei 1.012 Personen ums Leben kamen.
In den beiden Weltkriegen gab es eine Vielzahl von Havarien zwischen Kriegsschiffen und durch Versenkung von Handelsschiffen. So sank im Mai 1942 während der Sicherung des alliierten Geleitzugs PQ 15 der Zickzackkurse fahrende Zerstörer Punjabi, gerammt in dichtem Nebel durch das britische Schlachtschiff King George V.
Fährunglücke mit vielen Toten beherrschten die Zeit nach dem Zweiten Weltkrieg. Als am 20. Dezember 1987 die philippinische Fähre Doña Paz versank, starben 4.386 Personen. Besondere mediale Aufmerksamkeit erregte das italienische Kreuzfahrtschiff Costa Concordia, als es am 13. Januar 2012 einen fahrlässigen Kurs dicht unter Land nahe der Insel Giglio fuhr und auf einen der Insel vorgelagerten Felsen auflief, wobei 32 Personen ums Leben kamen. Der Kapitän Francesco Schettino verließ vorzeitig das Schiff. Die Flüchtlingsboot-Havarie im September 2014 steht stellvertretend für die neuere Entwicklung von Havarien, bei denen Flüchtlinge mit teilweise seeuntüchtigen Booten das Mittelmeer überqueren, deshalb in Seenot geraten und auf diese Weise durch Seenotrettung gerettet werden.
Bis April 2013 unterschied das deutsche Seehandelsrecht zwischen der „kleinen Haverei“ (§ 633 HGB a. F.), der „besonderen Haverei“ (§ 701 HGB a. F.), der „uneigentlichen großen Haverei“ (§ 733 HGB a. F. in Verbindung mit § 635 HGB a. F. und § 633 HGB a. F.) und der „großen Haverei“ (§ 706 HGB a.F.).

## Rechtliches
Das Seesicherheits-Untersuchungs-Gesetz (SUG) definiert in § 1a Nr. 1 SUG den Seeunfall als Ereignis, das den Tod oder die schwere Verletzung von Menschen, das Verschwinden eines Menschen von Bord eines Schiffes, den Verlust oder die Aufgabe eines Schiffes, einen Sachschaden an einem Schiff, das Aufgrundlaufen oder den Schiffbruch eines Schiffes oder die Beteiligung eines Schiffes an einer Kollision, einen durch oder im Zusammenhang mit dem Betrieb eines Schiffes verursachten Sachschaden oder einen Umweltschaden als Folge einer durch oder im Zusammenhang mit dem Betrieb eines oder mehrerer Schiffe verursachten Beschädigung eines oder mehrerer Schiffe zur Folge hat.

## Versicherung
Havarie ist versicherungsrechtlich ein Seeunfall durch Kollision, Grundberührung oder ein Ereignis, das durch innere oder äußere Umstände Schäden am Schiff hervorruft. Gemäß § 130 Abs. 2 und 3 VVG haftet der Versicherer für den Schaden, den der Versicherungsnehmer infolge eines Zusammenstoßes von Schiffen in der Binnenschifffahrt erleidet; die Versicherung gegen die Gefahren der Binnenschifffahrt umfasst die Beiträge zur „Großen Haverei“, soweit durch die Haverei-Maßnahme ein vom Versicherer zu ersetzender Schaden abgewendet werden sollte. Diese Bestimmung des § 130 VVG ist auf die Seegefahren der Seeschifffahrt nicht anwendbar (§ 209 VVG). Die Schäden aus der Großen Havarie in der Seeschifffahrt werden in der Dispache verrechnet, und zwar gemäß § 30 ADS.
Die Voraussetzung der Seetüchtigkeit wirkt sich unmittelbar auf die Haftungs- und Versicherungsfrage einer Reederei aus. Versicherungsrechtlich muss das Schiff in der Lage sein, die im normalen Verlauf der Seeschifffahrt vorhandenen Gefahren zu bestehen. Dazu gehören nicht nur der bau- und materialtechnische Zustand des Schiffskörpers und die Funktionsfähigkeit der Haupt- und Hilfsmaschinen, sondern auch der gute Zustand der benötigten Einrichtungen und Ausrüstungsgegenstände, die Art der Beladung, das Vorhandensein der erforderlichen Besatzung und der notwendigen Dokumente.

## Abgrenzung
Die Haverei ist die vermögensrechtliche Abwicklung einer Havarie.

## Havarien außerhalb der Schifffahrt

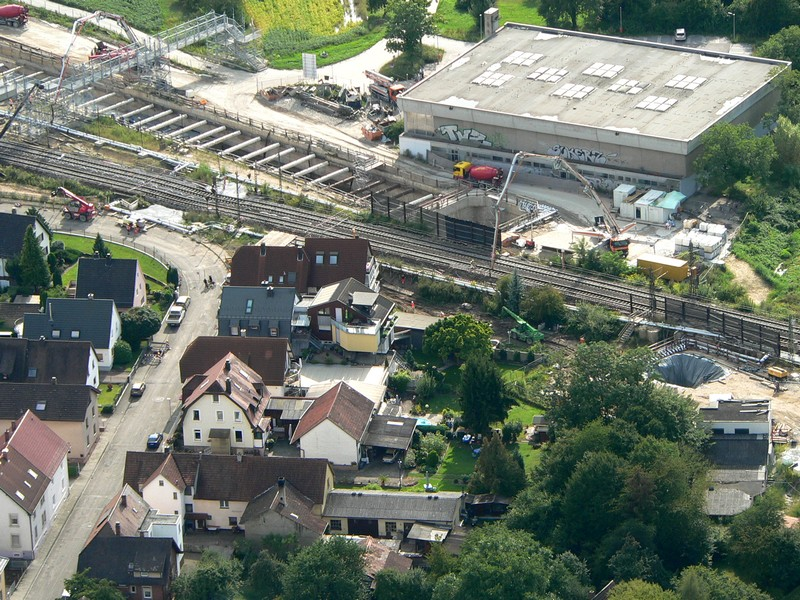
Havarie der Rheintalbahn 2017: Gleisabsenkung durch den darunter verlaufenden Bau des Eisenbahntunnels Rastatt.

In Deutschland gibt es Havariekommissare, die Verkehrsunfälle im Straßenverkehr mit großem Schadensausmaß untersuchen. Speziell in Österreich spricht man auch im Straßenverkehr bei beschädigten Fahrzeugen, vor allem im Fall von Totalschäden, von havarierten Fahrzeugen oder Havarien. Der Pannenservice wurde in der DDR und wird besonders in Wien manchmal noch als „Havariedienst“ bezeichnet.
Im allgemeinen Sprachgebrauch wird der Begriff Havarie auch für Totalschäden oder Unglücke an oder in Industrieanlagen, Bauwerken, Serveranlagen und ähnlichem benutzt. Er ist inzwischen ein Synonym für einen Unfall größeren Ausmaßes oder mit größeren Folgeschäden geworden. So wird er auch für Unfälle im Reaktorbereich von Kernkraftwerken verwendet. Beispiele sind die Havarien der Atomkraftwerke Tschernobyl, Gundremmingen A und Fukushima I. Zuweilen spricht man auch – unzutreffend – bei kollidierenden Himmelsobjekten von einer Havarie.
Ferner werden mit Havarie-Systemen nicht die geschädigten Systeme selbst, sondern redundante Ersatzsysteme bezeichnet, die für den reibungslosen Betrieb bei einer Havarie vorgehalten werden. Im Rundfunk gibt es Havariesendungen.